# Mélicourt
 Mélicourt là một xã thuộc tỉnh Eure trong vùng Normandie miền bắc nước Pháp.